# Рокабилли
Рокаби́лли (англ. rockabilly) — музыкальный стиль, ранняя разновидность рок-н-ролла, представляющая собой синтез рок-н-ролла и кантри-музыки (особенно её южного подстиля — хиллбилли и, возможно, блюграсса). На рокабилли также большое влияние оказали свинг и буги-вуги. Термин «рокабилли» происходит от слов «рок» и стиля «хиллбилли». Рокабилли появился в южных штатах США в начале-середине 1950-х годов и сразу приобрёл большую популярность. По сути, именно из рокабилли вырос классический рок-н-ролл и позднее современный рок. Рокабилли изначально был ориентирован на белую публику. Центром развития рокабилли стала студия Sun Records в городе Мемфис (Теннесси).
Также рокабилли является культурным направлением и «бунтарским» по отношению к пуританским ценностям образом жизни, задающим моду в одежде и прическах, танцам в стиле джайв, увлечение мотоциклами и автомобилями.

## Появление рокабилли
Первые предпосылки для появления рокабилли появились уже в 1920-е годы, когда многие исполнители кантри использовали в своих хитах типично блюзовые аккордовые последовательности.
Проникновение блюза и джаза в кантри-музыку значительно усилилось в 1930—1940-х, когда прижились введённые в кантри Бобом Уиллсом стил-гитара, духовые инструменты и джазовые ритмы биг-бэндов.
В конце 1930-х происходит взрыв популярности буги-вуги, а кантри-певцы вроде Муна Малликена, Теннесси Эрни Форда и The Maddox Brothers and Rose совмещают басовую партию буги-вуги с хиллбилли-вокалом и запускают волну «хиллбилли-буги».
Тогда же Фред Мэддокс из The Maddox Brothers изобрёл новый стиль игры на басу — «слэп», в результате получилось звучание, очень похожее на раннее рокабилли. После Второй мировой войны The Maddox Brothers стали сочетать экспрессию хонки-тонка с тяжёлым слэповым басом и получили звучание, считающееся первым настоящим звучанием рокабилли.
Культурное направление рокабилли появилось в Америке в период с 1956 по 1960 годы как креативная идея по продвижению бренда «Элвисомании». Одним из авторов идеи предположительно является менеджер и продюсер Элвиса Пресли Андреас Корнелиус Ван-Куйк, более известный под псевдонимом «Полковник» Том Паркер. За основу была принята субкультура гризеров.

## Расцвет рокабилли
Дело Мэддоксов продолжил Карл Перкинс, соединивший в одном звучании элементы джаза и традиционного хонки-тонка Хэнка Уильямса и записавший первый суперхит жанра — Blue Suede Shoes.
В то же время в Мемфисе экспериментировали с сочетаниями кантри и ритм-энд-блюза. Молодой Элвис Пресли тогда одной записью «That’s All Right» развязал настоящую войну в радиоэфире по разделению музыки на «чёрную» и «белую», тогда же стал популярен Джонни Кэш с его композицией «Cry! Cry! Cry!».
В начале 1950-х рокабилли развивалось и в Нью-Йорке: Билл Хейли со своим коллективом записал сразу несколько хитов, в том числе знаменитую песню «Rock Around the Clock», попавшую в Книгу рекордов Гиннесса как «самая продаваемая поп-пластинка».
Постепенно рокабилли распространилось на всю территорию США. Наибольший вклад в это внесли радио и телевидение. Особенно ярко засветились в эфире Карл Перкинс с «Blue Suede Shoes» и Элвис Пресли с «Heartbreak Hotel». В апреле 1956 года на рокабилли-сцене появились новые имена — Джонни Хортон, Бадди Холли, Рой Орбисон и Ванда Джексон.

## Упадок рокабилли
К началу 1960-х рокабилли-бум пошёл на спад. Этому способствовала смена музыкальных поколений, а также смерть Бадди Холли в авиакатастрофе и уход Элвиса Пресли в армию. Уже к середине десятилетия стиль рокабилли сохранил популярность только в Британии, где переродился в битломанию и последовавшее «Британское вторжение».

## Возрождение
На 1970—1980-е годы пришлось время второго расцвета рокабилли. Возрождению массового интереса к направлению способствовала популярность альбомов Comeback (1968) Элвиса Пресли, Creedence Clearwater Revival (1968) Creedence Clearwater Revival, кинофильма American Graffiti (1973) и телешоу Happy Days (1974-84). Наиболее успешными исполнителями из новой волны рокабилли в 1980-е годы стали американский певец Крис Айзек, Stray Cats — образованная на Лонг-Айленде в 1979 году группа, громко заявившая о себе на британской неорокабилли-сцене, британская группа «Restless», а также валлиец Шейкин Стивенс (англ. Shakin' Stevens).

## Нео-рокабилли (1990 — наши дни)
Хотя это и не настоящий рокабилли, многие современные инди-поп, блюз-рок и кантри-рок-группы из США, такие как Kings of Leon, The Black Keys, Blackfoot и The White Stripes, находились под сильным влиянием рокабилли.
Ирландская исполнительница рокабилли Имельда Мэй была частично ответственна за возрождение европейского интереса к жанру, выпустив три последовательных альбома номер один в Ирландии, причём два из них также попали в первую десятку британских чартов.
Британский исполнитель Джимми Рэй включил темы и эстетику музыки рокабилли в свой образ, а также в свой хит 1998 года «Are You Jimmy Ray?», который Рэй описал как «попабилли хип-хоп».
Певец, автор песен и актер Дрейк Белл записал альбом каверов в стиле рокабилли Ready Steady Go! в 2014 году. Альбом был спродюсирован Брайаном Сетцером, фронтменом рокабилли-ривайвл-группы The Stray Cats. Альбом разошелся тиражом более 2000 копий за первую неделю выпуска, достигнув 182-го места в Billboard 200, и получил положительные отзывы критиков.
Британская группа Restless играет нео-рокабилли с начала 1980-х годов. Стиль состоял в том, чтобы смешивать любую популярную музыку с рокабилли под барабаны, слэп-бас и гитару. За этим последовали многие другие музыканты, жившие в то время в Лондоне. Сегодня такие группы, как Lower the Tone, больше ориентированы на неорокабилли, который подходит популярным музыкальным площадкам, а не специализированным клубам рокабилли, которые ожидают только оригинального рокабилли.

## Связь с альт-кантри
В конце 1970-х годов в среде исполнителей рокабилли начали появляться альтернативные течения — в первую очередь благодаря взаимопроникновению далёких друг от друга музыкальных направлений. Так, в начале 1980-х, в эпоху хард-рока и хэви-метала, рокабилли-бэнду Jason & the Scorchers удалось смешать мелодии Чака Берри и Хэнка Уильямса с тяжёлыми гитарными риффами и мощной ритм-секцией, породив тем самым один из поджанров альт-кантри — каупанк.

## Рокабилли в СССР
Первая волна рокабилли, прокатившаяся по миру сразу после рождения этой музыки, пришлась на середину 50-х годов. В 60-х годах в Латвии появляются ансамбли «The Revengers» и «Melody Makers», возглавлявшиеся Питом Андерсоном. Эти коллективы могут претендовать на звание пионеров рок-н-ролла в Советском Союзе. В 1970-м году Пит под административным давлением властей бросает музыку почти на 10 лет. В начале 80-х Пит собирает группу «Рок-архив» (позднее «Архив»). Он же был первым в СССР, выпустившим пластинку с кавер-версиями ранних рок-н-ролльных хитов, было это в конце 80-х. В последние годы Пит Андерсон активно гастролировал по Европе и являлся весьма востребованным артистом (скончался 20 января 2016 года). Начиная с 1960-х годов рок-н-ролл исполнялся и в Эстонии (таллинская группа «Оптимисты»), а с 1970-х гг. рокабилли играли такие эстонские группы, как Кукерпиллид, Рок-Отель, Доктор Фридрих, Апельсин. C 1980-х гг. появляются команды, играющие подобную музыку в Ленинграде (Стандарт) и в Москве (Мистер Твистер, Браво, ранний Ва-БанкЪ, «Тихий час»). Ленинградские Swindlers (ныне проживающие в Копенгагене) и Meantraitors, начав во второй половине 1980-х гг. с исполнения англоязычного неорокабилли, стали в СССР первопроходцами экстремального рокабилли — сайкобилли. Бум рокабилли и сайкобилли начался чуть позже, в конце 80-х — начале 90-х, когда появляются многочисленные рокабилли-группы в Москве (Старое такси, Бриолиновая Мечта, Гавайские острова, Всё в порядке, мама, Старая Гвардия), и рокабилли- и сайкобилли-группы в Ленинграде (Scary B.O.O.M., Filibusters, Mad Fish, Sunstrokers, Starlings, Rattling Shakers) и другие. Meantraitors даже выпустили пластинку на фирме Стаса Намина SNC Records, что в те годы удавалось далеко не многим представителям жанра. Особой популярностью среди молодёжи пользовались фильмы с соответствующей рокабилли тематикой: «Плакса» (1990), «Крик» (1991), «Книга любви» (1990) и другие.

## Рокабилли в России
В Москве это: Мистер Твистер, Beat Devils, Moscow Beatballs.
На молодёжном телеканале О2TV в августе-сентябре 2007 года в прямом эфире проходила серия рокабилли-вечеринок Great Rockabilly Battle с участием вышеперечисленных московских команд, а также американской группы с русскими корнями Red Elvises, ныне живущие в Калифорнии.

## Танцы рокабилли
В США, а также в Европе и в России основным танцем, исполняемым под рокабилли, является Рокабилли Джайв (Jive in Rockabilly Style). Так же под музыку рокабилли можно танцевать линди-хоп, джиттербаг, стролл, буги-вуги, реже — твист. Парные танцы под рокабилли развиваются в Москве, в Санкт-Петербурге, в Киеве, в Харькове, где имеется большое количество исполнителей и мест для танцев.